# Geocapromys ingrahami
Geocapromys ingrahami (багамська хутія) — вид гризунів підродини хутієвих. Єдиний місцевий земний вид ссавців, що населяє Багамські острови; живе лише на трьох невеликих острівцях архіпелагу.

## Опис
Багамська хутія з виду повний, коричневий гризун розмірів кролика. Середня вага близько 700 грам. Веде нічний спосіб життя. Мешкає серед напівпосушливих дерев'янистих чагарників і заростей; це найназемніший із хутій. Багамська хутія — травоїдна, як відомо, харчується плодами, листям і стовбурами острівної рослинності, іноді також водоростями. Вагітність триває близько 85-120 днів, в результаті якої з'являється один малюк.